# معهد موريدان للأبحاث
معهد موريدان للأبحاث (بالإنجليزية: Moredun Research Institute)‏ هو مؤسسة أبحاث علمية مقرها في حديقة بنتلاندس للعلوم، في منطقة بوش العقارية في ميدلوثيان بإسكتلندا. يجري المعهد بحوثاً حول أمراض الثروة الحيوانية وتعزيز صحة الحيوان ورفاهه.
يوظف المعهد أكثر من 200 طبيب بيطري وعالم وموظف دعم وتموله في المقام الأول مديرية الزراعة والأغذية والمجتمعات الريفية للحكومة الإسكتلندية، تلقى المعهد 7.1 مليون £ من الحكومة في 2010-2011.